# Ngôn ngữ thứ hai
Ngôn ngữ thứ hai của một người (thường viết tắt là L2 theo tiếng Anh: Second language) là ngôn ngữ không phải là tiếng mẹ đẻ (ngôn ngữ thứ nhất hoặc L1) của người nói, nhưng được học sau này và được sử dụng thường xuyên không phải với tư cách là ngoại ngữ.
Việc có ngôn ngữ thứ hai thường xảy ra ở vùng Đa ngôn ngữ, hoặc do di cư đến vùng có các ngôn ngữ khác. Khi đó ngôn ngữ sử dụng trong giao tiếp xã hội hoặc công việc khác với tiếng mẹ đẻ và ngôn ngữ nói trong phạm vi gia đình. Ví dụ tại Canada có hai ngôn ngữ chính thức là tiếng Anh và tiếng Pháp và một số người sử dụng cả hai ngôn ngữ. Nhiều sắc tộc thiểu số theo truyền thống sử dụng ngôn ngữ của dân tộc mình trong gia đình, còn trong giao tiếp xã hội thì sử dụng ngôn ngữ chính thức hoặc chính thức trên thực tế, như các cộng đồng sắc tộc Nga, Séc, Hungary ở Ukraina.
Ngôn ngữ chính của người nói, là ngôn ngữ mà người nói sử dụng nhiều nhất hoặc thoải mái nhất. Ngôn ngữ chính không nhất thiết phải là ngôn ngữ thứ nhất của người nói, mà có thể là ngôn ngữ thứ hai. Tại Hoa Kỳ các trẻ em di cư đã học và nói ngôn ngữ quốc gia tốt hơn tiếng mẹ đẻ. Tại Canada điều tra dân số định nghĩa ngôn ngữ đầu tiên cho mục đích của nó là "ngôn ngữ đầu tiên được học ở thời thơ ấu và vẫn nói", nhận ra rằng đối với một số người, ngôn ngữ sớm nhất có thể bị mất, một quá trình được gọi là sự tiêu biến ngôn ngữ . Điều này có thể xảy ra khi trẻ nhỏ chuyển sang môi trường ngôn ngữ mới.

## Trên Thế giới

### Trung Quốc Đại Lục
Tại Trung Quốc Đại Lục, ngôn ngữ phổ biến là Tiếng Trung Quốc Tiêu Chuẩn Hiện Đại hay còn gọi là tiếng phổ thông, tiếng quan thoại. Ở các khu vực nói tiếng Mân, tiếng Quảng Đông, tiếng Khách Gia, tiếng Ngô, thế hệ người lớn tuổi thường coi tiếng phổ thông là ngôn ngữ thứ hai, trong khi thế hệ trẻ chuyển sang dùng tiếng phổ thông làm ngôn ngữ chính, kèm theo giáo dục tiếng Anh.
Ở các khu vực nói tiếng Quan Thoại, học sinh thường bắt đầu học tiếng Anh như ngôn ngữ thứ hai từ lớp 1, và có những nơi đã bắt đầu dạy từ mẫu giáo. Trong các kỳ thi, tiếng Anh cũng là một môn học.
Trong số những người lớn tuổi, cũng có nhiều người chọn tiếng Nga làm ngôn ngữ thứ hai, chủ yếu do ảnh hưởng của thời kỳ quan hệ mật thiết giữa Trung Quốc và Liên Xô trong lịch sử.

### Hồng Kông
Người dân Hồng Kông thường nói tiếng Quảng Đông là ngôn ngữ chính, và tiếng Anh, tiếng phổ thông là ngôn ngữ thứ hai.
Những người sử dụng tiếng Anh là ngôn ngữ chính chủ yếu là người nước ngoài và các dân tộc thiểu số sống tại Hồng Kông.

### Đài Loan
Ở Đài Loan, ngôn ngữ phổ biến là Tiếng Trung Quốc Tiêu Chuẩn Hiện Đại (Quốc Ngữ Trung Hoa Dân Quốc). Người Phúc Kiến, người Khách Gia và các dân tộc bản địa Đài Loan thường có ngôn ngữ mẹ đẻ khác với tiếng Quan Thoại. Đối với hầu hết người Đài Loan sinh sau chiến tranh, Quan Thoại là ngôn ngữ họ bắt đầu học và sử dụng khi vào trường hoặc xã hội, còn trong gia đình và cuộc sống hàng ngày, họ sử dụng ngôn ngữ mẹ đẻ. Đối với họ, tiếng Quan Thoại là ngôn ngữ thứ hai, chỉ được sử dụng khi làm việc hoặc giao tiếp với người ngoài, trong khi tiếng Mân Nam, tiếng Khách Gia, các ngôn ngữ của các dân tộc bản địa và ngôn ngữ quê hương của người ngoại tỉnh là ngôn ngữ mẹ đẻ của họ. Ngoài ra, do ảnh hưởng của phong trào Quốc Ngữ trong thời kỳ Nhật Bản chiếm đóng, hiện nay vẫn còn một số người cao tuổi coi tiếng Nhật là ngôn ngữ thứ hai.
Trong giới trẻ Đài Loan, do phần lớn lớn lên trong môi trường nói Quan Thoại, nên Quan Thoại trở thành ngôn ngữ chính, tức là ngôn ngữ mẹ đẻ của họ, trong khi  tiếng Khách Gia, các ngôn ngữ của dân tộc bản địa và các ngôn ngữ quê hương của người ngoại tỉnh trở thành ngôn ngữ thứ hai hoặc không còn được sử dụng.
Ngoại ngữ thứ nhất của người Đài Loan chủ yếu là tiếng Anh. Do quan hệ kinh tế-thương mại giữa Đài Loan và Nhật Bản khá chặt chẽ, cùng với sự phổ biến của văn hóa đại chúng Nhật Bản ở Đài Loan và các khu vực châu Á khác, nhiều người Đài Loan chọn học tiếng Nhật như ngoại ngữ thứ hai.

### Hoa Kỳ
Ở Hoa Kỳ, nhiều bang coi tiếng Tây Ban Nha là ngôn ngữ thứ hai, trong đó vùng lãnh thổ hải ngoại Puerto Rico coi tiếng Tây Ban Nha là ngôn ngữ chính thức.
Tiểu bang Louisiana và Maine có tỷ lệ dân số khá cao sử dụng tiếng Pháp làm ngôn ngữ thứ hai. Louisiana từng bị Pháp cai trị, trong khi Maine nằm gần tỉnh Québec, Canada, nơi tiếng Pháp là ngôn ngữ chính.